# Système Chido/Rodgers
Le système Chido/Rodgers est un système de groupe sanguin. Il porte le numéro 017 de la nomenclature de la Société internationale de transfusion sanguine, et comporte 9 déterminants antigéniques.
Ce système doit son nom aux personnes chez lesquelles ont été trouvés les premiers anticorps, anti Chido (Ch) en 1967, anti Rodgers (Rg) en 1976. Les antigènes correspondant sont portés par les deux protéines C4 du complément : C4B (Chido) OMIM (en) 120820  et C4A (Rodgers) OMIM (en) 120810. Les sujets ayant un déficit en C4 sont donc Ch-, Rg-, et sont prédisposés à des maladies auto-immunes.
Ces deux glycoprotéines, dont les gènes situés en 6p21.3 comprennent 41 exons répartis sur 22 kilobases pour C4A et 22 ou 15 kilobases (après perte d'un intron de 16 kb) pour C4B, présentent 99 % d'homologie. Ces gènes sont liés au système HLA, situés entre HLA-DR et HLA-B, sur le bras court du chromosome 6. Une forte association entre les phénotypes Rg-négatif et HLA-B8 a été notée.  Cette grande homologie fait que certains épitopes sont communs aux deux protéines (par exemple Ch3 : acide aminé sérine en 1157 sur C4 A ou B).
Ces protéines sont des protéines plasmatiques adsorbées passivement (comme pour les antigènes du système Lewis) sur la membrane du globule rouge.
Les anticorps anti CH/RG, immunoglobulines de classe IgG, principalement IgG2 et IgG4, n'ont pas d'incidence concernant les transfusions d'érythrocytes, qui, en transfusion 'incompatible', ont une durée de vie normale, n'entraînent pas de maladie hémolytique du nouveau-né, mais ont pu entraîner des réactions anaphylactiques sévères lors de transfusion de plasma frais congelé ou de plaquettes en suspension dans leur plasma.
Au laboratoire, ces anticorps sont gênants lors de la recherche d'anticorps irrégulier. La spécificité de ces anticorps est suspectée sur la variabilité des réactions en TIA (tests de Coombs) vis-à-vis des globules du panel, et l'absence de réaction en enzyme (papaïne).  Mais ils sont aisément neutralisables, et donc typables par des plasmas spécifiques, ou identifiables comme appartenant à ce système par un mélange de plasmas contenant tous les épitopes des fractions C4A et C4B du Complément, ce qui est pratiquement toujours obtenu avec un mélange de trois plasmas, compte tenu des fréquences phénotypiques indiquées dans le tableau ci dessous:
| Fréquences phénotypiques CH/RG en % | Fréquences phénotypiques CH/RG en % | Fréquences phénotypiques CH/RG en % |
| Phénotype                           | Angleterre                          | Japon                               |
| ----------------------------------- | ----------------------------------- | ----------------------------------- |
| Rg : 1, 2.                          | 95                                  | 100                                 |
| Rg : 1,-2.                          | 3                                   | 0                                   |
| Rg : -1,-2.                         | 2                                   | 0                                   |
| Ch : 1, 2, 3.                       | 88                                  | 75                                  |
| Ch : 1, -2, 3.                      | 5                                   | 24                                  |
| Ch : 1, 2, -3.                      | 3                                   | 0                                   |
| Ch ; -1,-2,-3                       | 4                                   | 1                                   |
| Ch : -1, 2, -3                      | Très rare                           | -                                   |
| Ch ; 1,-2,-3                        | Très rare                           | -                                   |